# Baependi (navio)
O paquete Baependi (Baependy) foi um navio brasileiro de carga e de passageiros, afundado, na noite do dia 15 de agosto de 1942, pelo submarino alemão U-507, no litoral do estado de Sergipe. Foi o décimo sexto navio brasileiro a ser atacado (o décimo quinto naquele ano), e o seu torpedamento consistiu, até então, na maior tragédia brasileira na Segunda Guerra Mundial, com 270 mortos, sendo superado nessa estatística apenas pelo afundamento do cruzador Bahia, em 1945, no qual morreram cerca de 340 homens.
Embora o desastre com o cruzador tenha custado mais vidas, o torpedeamento do Baependi - e os que se seguiram nos dias seguintes - causou tamanha comoção nacional, que levou o país a sair da sua neutralidade formal para declarar guerra ao Eixo no final daquele mês de agosto de 1942.
Com efeito, sendo o ataque realizado a poucos quilômetros da costa, somado ao fato de que muitas das vítimas eram mulheres e crianças, a repercussão foi enorme. Nos dias que se seguiram, mais cinco navios seriam afundados pelo mesmo submarino, elevando o número de mortos à casa das seis centenas e enchendo as manchetes dos jornais com as fotografias chocantes dos mortos, que apinhavam as praias do sul de Sergipe e do norte da Bahia.
Nesse ataque morreu exatamente o dobro de pessoas em relação aos quatorze anteriores (entre janeiro e julho daquele ano). Há quem considere a investida alemã ao litoral brasileiro como o "Pearl Harbor brasileiro": um ataque de surpresa, igualmente infame e ultrajante, com um número elevado de mortos e feridos.
A consternação, seguida pela indignação, foi geral. A sequência de torpedeamentos incendiou uma revolta que já atiçava a opinião pública. A situação política tornou-se tensa, com manifestações antifascistas em todo o país. Depredações contra estabelecimentos comerciais, cujos proprietários eram alemães ou italianos, tiveram início, bem como perseguições às pessoas originárias ou descendentes daqueles países. Um grande comício no centro do Rio de Janeiro conduzido pelo Ministro das Relações Exteriores, Oswaldo Aranha, levantou a população, que marchou até o Palácio da Guanabara e exigiu de Getúlio Vargas a declaração de guerra aos países do Eixo.
O presidente, sentindo que não podia postergar a decisão sob pena de minar as bases do Estado Novo, decidiu então assumir a liderança da reação nacional e, no dia 22 de agosto, depois de uma reunião com todo o ministério, declarou guerra à Alemanha e à Itália, formalizada no 31 de agosto de 1942, pelo Decreto-Lei nº 10 358.
O ataque a esse navio — assim como os que se sucederam nos dias seguintes –, pelo impacto causado na história contemporânea do Brasil, é tema recorrente na literatura naval, bem como objeto de diversos estudos acadêmico-militares, porquanto constituiu-se no maior desastre naval brasileiro praticado por ato de guerra e quarto mais mortífero da história a envolver um navio nacional.

## O navio
Por ocasião de seu afundamento, o Baependi já era um navio com mais de quarenta anos de serviço. Fora construído em 1899, nos estaleiros da Blohm & Voss, de Hamburgo, ironicamente, a mesma cidade onde seria construído, em 1940, o U-507.
Era de propriedade da Hamburg-Südamerikanische Dampfschifffahrts-Gesellschaft (em português: Sociedade Hamburgo-Sul-americana de Navegação e Navios a Vapor, atualmente denominada Hamburg Süd) empresa estabelecida na cidade homônima e fora batizado de Tijuca, operando na linha entre a Alemanha e América do Sul.
Era um navio misto, ou seja, cargueiro e de passageiros, o que lhe conferia a designação, comum à época, de paquete. Possuía 4.801 toneladas de arqueação bruta, medindo 114 metros de comprimento por 14,1 metros de largura e um calado de 9,2 metros. Feito de casco de aço, era propelido por motores de quádrupla expansão, alimentados por turbinas a vapor e uma hélice, conferindo-lhe uma potência de 2 200 HP e uma velocidade máxima de 12 nós, embora navegasse quase sempre a uma velocidade média entre 9 e 10 nós.
Equipado com uma chaminé e dois mastros, sua tripulação era composta em média por 60 homens, podendo transportar cerca de 450 passageiros, sendo 50 na 1ª classe.

## História
O Tijuca foi oficialmente entregue à operadora em 5 de agosto de 1899 para, logo em seguida, no dia 23 desse mês, iniciar sua viagem inaugural entre Hamburgo e Santos, via escalas intermediárias, e, às vezes, estendendo-se até aos países do Rio da Prata, em uma rota conhecida como "Rota de Ouro (Brasil) e Prata" (Uruguai/Argentina).
Sua carreira a serviço da Hamburg Süd foi longa e uniforme, tendo o Tijuca permanecido cerca de quinze anos na linha da costa leste da América do Sul e atracado nesse período por dezenas de vezes no porto santista, trazendo emigrantes ou carregando sacas de café. Sua rotina era sempre a mesma: procedente da Europa com emigrantes alemães, russos, poloneses, ou bálticos, e bens de consumo e produção não existentes no Brasil; na volta, carregava café e algodão destinados ao mercado europeu.
Um só acidente marcou esse período de existência do Tijuca, quando, em novembro de 1901, colidiu no Rio Elba, perto da localidade de Brockdorf, com o veleiro britânico Valkyrie, afundando este último.
O navio permaneceu navegando na Rota de Ouro e Prata até o início das hostilidades que marcaram a origem da Primeira Guerra Mundial. Em 4 de agosto de 1914, encontrava-se navegando no Atlântico quando o seu comandante recebeu a notícia acerca da  eclosão do conflito mundial, tendo, então, procurado refúgio no porto brasileiro do Recife (Pernambuco).
Posteriormente, foi confiscado pelo governo brasileiro — a 1º de junho de 1917 — juntamente com outros navios, em face à declaração de guerra contra o Império Alemão.
Rebatizado de Baependy, passou a ser operado pelo Lloyd Brasileiro, que adquiriu sua plena propriedade em 1925. O navio foi tombado sob o nº 114 da frota 1926/1942 e operou na linha de navegação costeira. Antes, porém, em 1920, cumprira um contrato de fretamento junto ao governo francês, com regresso ao Brasil em 1922.
Seu nome brasileiro foi atribuído em homenagem à cidade de Baependi no estado de Minas Gerais, cuja toponímia deriva de mbaé-pindi  o que significa "a clareira aberta" em tupi.

## O contexto imediato
Desde janeiro de 1942, não havia mais dúvida de que o Brasil alinhar-se-ia aos Estados Unidos na guerra contra o nazi-fascismo. E as palavras do embaixador alemão, dirigidas ao chanceler Oswaldo Aranha deixaram bem claro o que aconteceria se o Brasil rompesse relações com as potências do Eixo: "…significaria, indubitavelmente, o estado de guerra latente, acarretando provavelmente ocorrências que equivaleriam à eclosão da guerra efetiva".
Depois dos primeiros ataques, em fevereiro, o governo brasileiro, junto com autoridades navais norte-americanas, começou a tomar medidas para tentar evitar que os barcos fossem afundados tão facilmente. Assim, foi determinado que os navios fossem pintados de cinza e navegassem às escuras e sem bandeira. Em meados daquele ano, os navios brasileiros começaram a ser dotados de um tímido sistema de defesa, dispondo tão-somente de uma peça de artilharia de 120 mm, o que se mostrou ineficaz ante aos ataques de surpresa feitos à noite, como aqueles que ocorreram no Mar do Caribe nos meses de junho e julho.
Quando em 24 de maio, o comandante do U-502 comunicou haver afundado no Caribe um navio mercante brasileiro que se encontrava artilhado - o Gonçalves Dias - e quando, em 27 do mesmo mês, o Ministro da Aeronáutica — Salgado Filho - anunciou com euforia que seus aviões atacaram sem declaração de guerra, submarinos do Eixo, a Marinha alemã solicitou que fossem levantadas todas as restrições para ataques a navios brasileiros.
Ainda em maio, um avião da FAB decolou da Base Aérea de Natal fortemente armado com a especial missão de "localizar e atacar submarino hostil", o qual havia agredido o cargueiro Comandante Lira. Apesar de infrutífera a caça ao "U-boot", o governo, a imprensa, o povo e até mesmo Roosevelt exultaram com o revide (ou a tentativa de) levado a cabo pela FAB. Do outro lado, os nazifascistas se inflamaram e começaram a dar ensejo a um impiedoso ataque de surpresa. Entrava-se numa dialética de ação e reação de atos de beligerância. O Comando da Marinha alemã solicitou a Hitler que fossem levantadas as restrições para o ataque a navios brasileiros, no que foi imediatamente atendida.
Frise-se que, em teoria, o tratamento dispensado a navios de países não-beligerantes, até então, era a interceptação - geralmente feita a torpedo - a vistoria, o interrogatório da tripulação, e, por fim, a ordem de abandono, para que a embarcação pudesse ser afundada com a tripulação já a salvo nos botes salva-vidas. Portanto, "levantar as restrições" significaria afundar o navio, onde quer que se encontrasse, de forma que não houvesse sobreviventes. Daí por diante, os navios brasileiros seriam considerados beligerantes e torpedeados sem aviso.

## Diretivas de agosto
Inconformado com o fato de não ter conseguido dobrar o Brasil como pretendia, Hitler, em 4 de julho, aprovou um plano do Alto-Comando naval no qual os portos de Santos, Rio de Janeiro, Salvador e Recife seriam penetrados furtivamente à noite. Instalações e embarcações ancoradas seriam torpedeadas e os acessos aos portos minados, o que aumentaria os sérios problemas de abastecimento do país.
No entanto, aconselhado por seu Ministro de Relações Exteriores, Joachim von Ribbentrop, Hitler decidiu por abortar o plano, temendo que tal medida pudesse arrastar à guerra todo o continente americano, inclusive os neutros Argentina e Chile.
No início de agosto, foram emitidas novas ordens: apenas o U-507 deveria infiltrar-se em águas territoriais brasileiras e ali, executar "manobras livres", ou seja, afundar toda e qualquer embarcação aliada, exceto argentinas e chilenas.
O Brasil ainda era um país neutro, porém, ante os acontecimentos recentes, percebia-se que essa neutralidade era extremamente precária. Tal situação já era visível não só pelas autoridades brasileiras como também ao comando alemão, o que legitimaria — sob a óptica nazifascista — as ações do U-507 para operar em meio da navegação de cabotagem nacional.
Havia, ainda, um antigo desejo de Hitler de estender seus domínios sobre a América Latina, em especial, sobre o Brasil. O livro Hitler m´a dit (Hitler me disse), escrito pelo ex-oficial prussiano Hermann Rausching, contém trechos de conversas entre o autor e o ditador alemão, ocorridas em 1934, pelas quais se percebe o seu desejo de transformar a América do Sul em uma possessão germânica:

Os brasileiros precisam de nós, se quiserem fazer alguma coisa por seu país. O que lhes falta não é tanto capital para frutificar, porém o espírito de empreendedorismo e talento de organização. Nós daremos ainda uma terceira coisa: nossas ideias políticas. Se há um continente onde a democracia é uma insanidade, esse é a América Latina (…) Trata-se de convencer esses povos de que eles podem sem escrúpulos lançar por terra o seu liberalismo e seu democratismo (…) Eles ainda têm vergonha de ostentar seus bons instintos. Creem-se obrigados a interpretar a farsa democrática. Além disso, o Brasil já começa a ter bastante dos Estados Unidos, que não sonham em outra coisa senão em explorar o país. Adolph Hitler. apud SANDER. Roberto. op.cit., p.180.

## O agressor
O U-507 já se encontrava desde o início de agosto em águas territoriais brasileiras, pronto para o ataque e credenciais para isso não lhe faltavam. Desde que saíra dos estaleiros de Hamburgo, em 11 de setembro de 1940, já havia afundado dez navios aliados no Atlântico Norte, dentre os quais um petroleiro norte-americano de 10 731 toneladas, dois hondurenhos e um norueguês.
Participara, ainda, no começo de 1942 de um autêntico massacre na costa leste dos Estados Unidos, que os alemães chamaram de "segundo tempo feliz" (o "primeiro tempo feliz" acontecera em 1940, ao redor das Ilhas Britânicas), ocasião em que os alemães afundavam dúzias de navios ao largo de Nova York ou até mais longe, dentro do Golfo do México. Um dos que se aventuraram no Caribe e Golfo do México foi o U-507, do Capitão-de-Corveta Harro Schacht.
O U-507 era um submarino Tipo IXC, fabricado em 1940. Tinha 1 120 toneladas de deslocamento na superfície e 1 232 toneladas submerso. Com um comprimento de 76,76 metros, os submarinos desse tipo eram movidos por uma combinação de motores diesel e elétrico. Debaixo d’água, só se podia usar o motor elétrico, que não rouba o ar como os motores a combustão, só mais tarde na guerra que se adaptou um dispositivo - basicamente um tubo que capta o ar da superfície -, o snorkel, para tornar o submarino capaz de ligar o motor diesel mesmo submerso. Na superfície, movido a diesel, um tipo IXC podia navegar 13 450 milhas náuticas (25 000 km) a uma velocidade de 10 nós (18,5 km/h). Submerso, com o motor elétrico, só conseguia navegar 63 milhas a uma velocidade de apenas 4 nós (7,5 km/h). Possuíam 22 torpedos e  um carregamento de 44 minas. Operavam com uma tripulação entre 48 e 56 homens.
Seu comandante, o Capitão-de-Corveta Harro Schacht, também era muito experiente. Casado, 35 anos, com residência fixa em Hamburgo, começara a carreira naval, em 1926, ondem serviu nos cruzadores Emden e Nürnberg, até ser deslocado para o Gabinete do Comando da Marinha, onde foi promovido a Capitão-de-Corveta e assumindo, pouco depois, o comando do U-507.

## O afundamento

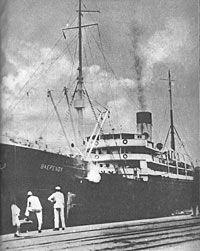
O vapor Baependi visto por outro ângulo.

Na tarde do dia 15 de agosto, o Baependi, comandado pelo Capitão-de-Longo-Curso João Soares da Silva, navegava a cerca de 20 milhas (aproximadamente 37 km) do litoral do estado de Sergipe, ao largo da foz do Rio Real, quando foi avistado pelo U-507. A navegação tão perto da costa fora uma orientação do Lloyd Brasileiro aos seus navios, temeroso das ações de submarinos hostis em alto-mar.
O navio havia saído de Salvador, Bahia, às sete horas da manhã, rumando para o norte, com destino a Maceió, sua próxima escala. Desarmado e com as luzes de navegação apagadas, singrava as águas do litoral nordestino a uma velocidade de 9 nós (16 km), num local em que a profundidade era de 40 metros.
Do Rio de Janeiro, seu porto de partida, até a Bahia, o mar esteve calmo. Porém, desse ponto em diante, já se apresentava picado, espumoso, com fortes marolas. Levava a bordo 306 pessoas, incluindo a tripulação, de 73 homens, e uma unidade do Exército, cujos componentes — oficiais e soldados — iam acompanhados de suas famílias, algumas com muitas crianças, em um total de 233 passageiros, além de uma carga geral - material bélico incluso - avaliada em mais de onze milhões de cruzeiros.
Os passageiros tinham acabado de jantar e comemoravam o aniversário do Primeiro Comissário, Sebastião Ferreira Tarouquella. Uma orquestra tocava no salão e o capitão junto com alguns passageiros participavam da festa. No lado de fora, sob o toldo do convés de popa, soldados — a maioria cariocas — cantavam e batucavam alegremente sem suspeitar de nada, em volta do canhão e em cima das caixas de mercadorias e munições. Eram do 7º Grupo de Artilharia de Dorso, comandados pelo major Landerico de Albuquerque Lima, a caminho do Recife.
Às 19h12 (00h12 do dia 16, pelo Horário da Europa Central), o primeiro torpedo acertou em cheio o vapor. Com a explosão, as poucas luzes ainda acesas se apagaram e o pânico começou. Foram 300 kg de explosivos — suficientes para afundar um navio de guerra — que atingiram a casa das caldeiras. Um segundo torpedo foi lançado em seguida justamente contra os tanques de combustível. Simultaneamente ao estampido, houve uma explosão que fez destapar a escotilha do porão nº 2 de onde passaram a sair grandes labaredas que subiam até quase o topo do mastro. Com isso o navio se incendiou, adernando rapidamente a boreste, lado pelo qual foi atingido.
O radiotelegrafista não teve tempo de transmitir uma mensagem de socorro. Também não houve tempo de lançar os botes e baleeiras ao mar; apenas uma se soltou espontaneamente. Muitos dos passageiros estavam em suas cabines e não tiveram tempo de sair devido à rapidez do afundamento. O comandante João Soares da Silva morreu na ponte de comando acionando o apito do navio, segundo depoimento de testemunhas.
O navio levou dois minutos para submergir. Esse lapso de tempo foi preciosamente relatado pelo oficial de artilharia Lauro Moutinho dos Reis, um dos poucos sobreviventes:

"Noite fechada, as luzes todas apagadas, navegávamos a umas 20 milhas da costa, quando súbito um tremendo estampido sacode violentamente o velho barco. Quebram-se as vidraças; o madeiramento range, estala, racha e, arremessados por forças invisíveis, voam estilhaços de vidro e madeira para todos os lados. Caem as primeiras vítimas, e há diversas pessoas com o rosto sangrando, devido a ferimentos provocados por fragmentos de vidro.

As máquinas param, o vapor altera o rumo abruptamente, e somos jogados pela inércia, com força, para a frente. O primeiro instante deixa todas as pessoas imóveis de espanto, a respiração suspensa, as fisionomias pálidas e angustiadas… Não há gritos; nenhum pânico. Percebe-se em cada um o esforço mental para entender o ocorrido, para buscar uma solução, pressentindo a gravidade do terrível momento…
Estou no vestíbulo, de onde partem as escadas para o deck superior e para os camarotes de baixo. Tomado de surpresa, tenho imediata intuição do sucedido: fomos torpedeados ! Logo a seguir, ouço o apito surdo do navio, pedindo socorro… O Baependi começa a adernar.
Corro ao meu camarote ali perto, empurro a porta, que felizmente não ficou emperrada, apanho rápido o meu salva-vidas, e saio. Há muitas pessoas no vestíbulo; umas, principalmente mulheres e crianças, paradas, como se esperassem que uma providência alheia as salvasse; outras caminhando febrilmente, na direção em que julgam poder encontrar salvamento. O navio aderna mais e mais; só podemos andar, agora, agarrados às paredes.
Alguns descem com dificuldade as escadas para os camarotes inferiores, em busca de salva-vidas, ou para se reunir às suas famílias; infelizmente, para não voltarem mais… Ficarão na companhia dos que nem sequer conseguiram sair dali.
Vejo tudo isso de relance e, ainda enfiando o cinto salva-vidas, subo a escada para o deck de cima, em busca da minha baleeira; agarrado ao corrimão, chocando-me com pessoas que descem, aturdidas, estou quase no alto, quando um segundo torpedo explode, abalando fragorosamente todo o navio. O corrimão, ao qual me agarrava, fica feito em frangalhos, e rolo na escada, de costas, aos trambolhões, até a porta do refeitório, de onde saíra. Entre o primeiro e o segundo torpedos, não decorreram mais de trinta segundos.
As luzes se apagam; esbarramos uns nos outros, desorientados, no meio de profunda escuridão. O navio aderna consideravelmente, já sendo impossível, agora, andar de pé. O segundo torpedo foi o tiro de misericórdia. O Baependi agoniza… Percebo que o afundamento vai ser rápido. Esforço-me por sair do interior. Um cheiro sufocante e enjoativo, proveniente da explosão, invade tudo.
Tateando, com grande esforço consigo agarrar-me à escada e, de restos, segurando-me nas saliências, vou subindo devagar. Na escuridão, apenas distingo, numa pequena claridade vinda de fora, o contorno de uma porta, ao fim da escada que tento subir. É preciso atingi-la a todo custo, porque senão eu afundarei dentro do navio. Mais um esforço e consigo chegar.
O navio, nesse momento, está quase de lado: o que era parede passou a ser chão. Atravesso aquela porta com os movimentos de quem, pela abertura do teto, passa para o forro de uma casa.
Alcanço a baleeira em frente à porta. Presa aos turcos, num emaranhado de cordas, alguns marinheiros tentam soltá-la. Não trocamos palavra. Começo a ajudá-los, procurando desvencilhar cordas, febrilmente.
Mas é inútil: o Baependi continua a afundar-se vertiginosamente ! As ondas revoltas quase nos atingem e ouço, bem perto, os gritos pungentes dos que já lutam com elas.
Compreendo, então, que devo atirar-me imediatamente ao mar, para não ser arrastado pelo turbilhão que faria a massa do navio ao submergir. Mas já é tarde demais, porque, estando ele quase horizontal, se eu der um salto, cairei, conforme o lado, sobre o casco ou sobre o convés. Ouço ainda o apito tenebroso do vapor, um apito surdo e contínuo, agonizante, de estertor.
As águas me envolvem violentamente, jogando-me de encontro a uma parede. Depois… sinto que mergulhamos, arrastados pelo navio".(…)Trecho do artigo do capitão Lauro Moutinho dos Reis, publicado originalmente em 1948, no livro "Seleção de Seleções", uma coletânea de artigos publicados na revista "Seleções do Reader’s Digest".
O intervalo entre os dois disparos, conforme narrou o militar, não chegou a um minuto, o que infringia as leis de guerra. Eram, na prática, as "manobras livres" ou o "levantamento das restrições" que o alto comando alemão havia determinado ao Brasil no início daquele mês. A ação do U-507 não era somente afundar o navio como também causar o maior número de vítimas possível, o que exacerbou o sentimento de revolta da população.
A densa cortina de fumaça que se formara e o cheiro das explosões faziam com que o navio parecesse uma trincheira. Enquanto uns corriam em disparada procurando coletes salva vidas, outros permaneciam imóveis, atônitos, talvez esperando uma providência Divina. Os que subiam dos camarotes inferiores para se salvarem trombavam com aqueles que desciam desesperados à procura de suas mulheres e filhos que dormiam nas cabines, porém, pela forma e rapidez com que a embarcação adernava, não seria mais possível sair de lá. A tripulação, impotente, também se descontrolava.
Um grupo de passageiros, inclusive o Capitão Lauro Moutinho, teve mais sorte ao encontrar a escada que dava acesso ao convés e de lá, conseguiram alcançar uma baleeira. Todavia, pela rapidez do afundamento, não houve tempo em livrá-la das amarras. Não havia outra alternativa senão pular na água, pois continuar dentro do navio significaria ir também para o fundo do mar.
Em poucos minutos o navio sumiu. O mar encapelado logo ficou cheio de destroços e pedaços de madeira caem de todos os lados como estilhaços. Boias de iluminação, que se acendiam ao contato com a água, devam um tom avermelhado ao mar. O Capitão Moutinho que, milagrosamente, conseguira voltar à superfície, trazido pelo repuxo da imersão do navio, conseguiu ainda vislumbrar na escuridão o submarino, o qual lançava um feixe de luz sobre os destroços, a fim de verificar os efeitos devastadores de sua missão.
Os náufragos, por sua vez, inutilmente clamavam por socorro. "Ouvia-se gritos terríveis, angustiosos. Eram homens, mulheres e crianças que se afogavam em torno de mim", relembra o militar.
Os mais resistentes conseguiram nadar até os destroços que flutuavam por perto e se agarravam com firmeza, tentando evitar que o impacto das ondas os arrancasse de suas mãos. Dentre estes, estava o médico Viterbo de Oliveira que, ao chegar ao convés do navio atirou-se ao mar. Depois de de vagar agarrado a uma tábua por quinze minutos, finalmente alcançou a única baleeira que chegou à coisa. Eis o seu relato:
"Tinha acabado de jantar. Estava na sala de música. Ao som de uma valsa, nem sequer pensava em guerra e muito menos na hipótese absurda de um ataque. Eis que, de súbito, uma explosão surda e forte sacudiu o navio, que começou imediatamente a adernar".Dr. Viterbo de Oliveira, em depoimento ao jornal A Manhã, edição de 19 de agosto de 1942. apud SANDER, op.cit., p. 188.
Outro náufrago, o funcionário do Ministério da Educação e da Saúde, Zamir de Oliveira, irmão do precedente, contou os momentos dramáticos pelos quais passou:
"Enquanto estava boiando, ouvi um grande estrondo, acompanhado de um clarão. Era a balsa Cecília, também do Baependi, que tinha sido atingida em cheio pelo submarino. Ela afundou com toda a tripulação, entre gritos de dor e desespero. Nesta hora, senti minhas forças fugirem e, por pouco, não me desgrudei da tábua que me mantinha na superfície".Sr. Zamir de Oliveira, em depoimento ao jornal A Manhã, edição de 19 de agosto de 1942. apud SANDER, op.cit., p. 188.
Por sua vez, o Capitão Moutinho conseguira agarrar-se a uma tábua com aberturas que pareciam janelas. Exaurido, deitou-se na prancha improvisada e se acalmou. Não muito longe dali, ouviu gemidos:"— Não posso mais, vou desistir…". Era um tripulante da embarcação que, com muito esforço, conseguiu alcançar o pedaço de madeira.
"Animo o companheiro, chamando-o para junto de mim, e isso me dá mais animo! Ele se aproxima, e com algum esforço se agarra à minha tábua: vem ofegante, exausto. Trocamos algumas palavras. É um tripulante do Baependi.

As ondas violentas e o forte vento começam agora a espalhar náufragos e destroços; os gritos dispersos de socorro chegam cada vez de mais longe. Somos também impelidos para longe do local do sinistro, arrastados naquela tábua, em rumo desconhecido.
Conjugando nossos esforços, examinamos o mar em todas as direções. Nada ! Provavelmente nenhuma baleeira pôde ser lançada ao mar. Nossa salvação é provisória, sem dúvida… E ficamos vogando ao sabor das ondas por um tempo difícil de estimar: talvez meia hora, uma hora… Ouvem-se agora menos gritos de socorro: a maioria sucumbiu, desesperada!
Mas, repentinamente, divisamos uma silhueta que não é de um destroço, passando defronte das boias de iluminação, já bem longe. Parece-nos uma baleeira… Dentro, um vulto, de pé… Não resta dúvida, é uma baleeira ! Mas está muito distante. Para alcançá-la, teríamos que nadar contra o vento e as ondas e, cansados como estamos, isso não nos parece empresa fácil.
Começamos então a gritar, com todas as forças dos nossos pulmões. Grito, grito ! Lembro-me de gritar meu nome, e o faço diversas vezes. Lembrança talvez salvadora: ouvimos, pouco depois, uma resposta que nos pareceu "espera"… Graças a Deus, tinham-nos ouvido, e remam em nossa direção ! Foi o primeiro alento, a primeira sensação de poder sair com vida daquela pavorosa catástrofe.
A baleeira se aproxima. Abandonando a benfazeja tábua, damos umas braçadas, lançam-nos uma boia presa a uma corda, e somos içados para bordo, onde encontro dois tenentes, dois sargentos e três soldados, da minha unidade. Abraçamo-nos, comovidos, mas poucas palavras trocamos. Pensamos na sorte dos outros camaradas, e não nos conformamos com a ideia de que somos os únicos sobreviventes.
É talvez esta a única baleeira que escapou ao desastre, arrancada dos turcos pela violência da explosão" (…).Trecho do artigo do capitão Lauro Moutinho dos Reis, publicado originalmente em 1948, no livro "Seleção de Seleções", uma coletânea de artigos publicados na revista "Seleções do Reader’s Digest".

## Na baleeira
Na noite enevoada e sem estrelas, a situação dos sobreviventes, apesar de acomodados na baleeira, ainda era extremamente grave, devido ao frio intenso, somado à sede, enjoo e ferimentos, que praticamente todos tinham depois da árdua tarefa de abandonar o navio, tudo isso agravado pelo mar bravio. Uma onda mais forte acabou atingindo em cheio a baleeira. O perigo de adenar tornou-se iminente e os homens precisaram despir-se e colocar suas roupas encharcadas na fenda lascada do barco, além de baldear a água que não parava de entrar.
Já relativamente recuperados do impacto inicial, os náufragos, porém, ainda não conseguem orientar-se com segurança, pois mal se veem as estrelas, e a escuridão impede-os de consultar a única bússola, que corria de mão em mão, inutilmente. Mas dentre eles está, felizmente, o piloto do navio. Recobrando as forças, ele resolve com simplicidade o problema da navegação, mandando "remar na direção do vento, pois o mesmo soprava para terra".
Sem referências, perdidos no meio da noite, os sobreviventes seguiam ao sabor dos ventos na esperança de alcançar o continente. Em movimentos ritmados, revezavam-se nos remos e no trabalho com os baldes. Eram ao todo vinte e sete homens e uma mulher jovem que, mal explodira o torpedo, lançou-se resolutamente ao mar, nadando, agarrada a um pequeno destroço, durante mais de uma hora.
Ainda durante a noite, ainda puderam divisar ao longe as luzes de um navio, mas pela distância não seria possível alcançá-lo. Cerca de uma hora depois, ouviram um estrondo seco seguido de um imenso clarão. Não entenderam o que se passava. Somente mais tarde descobriram o que ocorrera: era o vapor Araraquara sendo torpedeado pelo mesmo submarino.
No alvorecer do dia 16, conseguiram chegar a uma praia deserta no litoral sul de Sergipe, onde encontram um pouco de água em uma cabana abandonada à beira da praia. Depois de uma caminhada, sob sol escaldante e areia quente, alcançam um povoado chamado Canoas, onde os moradores se mostraram arredios, levando em conta o estado deplorável que se encontravam. Muitos deles estavam praticamente nus. O Capitão Moutinho assim relatou esse episódio:
"Ao chegarmos à povoação, todas as portas e janelas se batem, violentamente! Que teria havido? Consultamo-nos, surpresos… Estamos tão embrutecidos, que nos custa a compreender: a nossa nudez quase total ofendeu o pudor da gente da terra! Um parlamentar, que enviamos em trajes mais decentes, resolve a situação, e recebemos algumas roupas usadas, que nos permitem improvisar tangas".Trecho do artigo do capitão Lauro Moutinho dos Reis, publicado originalmente em 1948, no livro "Seleção de Seleções", uma coletânea de artigos publicados na revista "Seleções do Reader’s Digest".
Depois de alimentados, seguiram para Estância, também no Estado de Sergipe, onde souberam que tinham chegado à praia mais oito náufragos desgarrados. Dentre estes poucos sobreviventes que conseguiram alcançar o litoral agarrados a destroços estava Adolfo Artur Kern, chefe de máquinas do navio. Ao deixar o Baependi, ele contou que permaneceu por cerca de meia hora flutuando no mar agitado, em meio a outros náufragos e às chamas produzidas pela combustão do óleo derramado do navio.

## Consequências

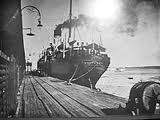
O Baependy.

Além do capitão, morreram o imediato - aniversariante do dia -, o médico do navio, um piloto, cinco maquinistas, um radiotelegrafista e dois comissários. e outros 43, totalizando 55 tripulantes perdidos, bem como 215 dos 233 passageiros que estavam a bordo. O major Landerico também morreu, junto com três capitães, cinco tenentes, oito sargentos e 125 cabos e soldados. Em nenhum outro torpedeamento houve tantas mortes.
Dentre os dramas vividos, pungente foi o relato de um médico sobrevivente, o qual descrevera o trágico fim de um militar, chamado Assunção:"(…) Ao atirar-se ao mar, sem salva-vidas, certo do fim que o aguardava, o Tenente Assunção lançara em voz vibrante um grito derradeiro de patriotismo: — "Viva o Brasil!".
Conforme já mencionado, em geral, os comandantes dos u-boot agiam com uma certa "humanidade", dentro do conceito da "mínima eficiência", disparando um segundo torpedo somente depois que os passageiros e tripulantes estivessem a salvo nas baleeiras. Todavia, nesse ataque e nos outros que se seguiriam nos dias seguintes, o agressor impediu o procedimento adequado de salvamento, o que poderia ter minimizado a tragédia.
Alguns náufragos conseguiram chegar à única baleeira que se soltou; 28 sobreviventes chegaram a terra na manhã do dia seguinte. Outros oito levaram mais um dia para chegar na praia, agarrados a destroços. No total, salvaram-se 18 tripulantes e 18 passageiros (somente uma mulher). Todas as crianças a bordo morreram.

## Repercussão e reação popular
Somente na terça-feira, 18 de agosto, que a estação retransmissora do DIP irradiou para todo o país, e os jornais publicaram, o comunicado que indignaria o País (àquela data, outros cinco navios já tinham sido afundados):
"Pela primeira vez embarcações brasileiras, servindo ao tráfego de nossas costas no transporte de passageiros e cargas de um estado para o outro, sofreram ataques de submarinos do Eixo (…) O inominável atentado contra indefesas unidades da marinha mercante de uma país pacífico, cuja vida se desenrola à margem e distante do teatro de guerra, foi praticado com desconhecimento dos mais elementares princípios do direito e da humanidade. Nosso país, dentro de sua tradição, não se atemoriza diante de tais brutalidades e o governo examina quais as medidas a tomar em face do ocorrido. Deve o povo manter-se calmo e confiante, na certeza de que não ficarão impunes os crimes praticados contra a vida e os bens dos brasileiros".Departamento de Imprensa e Propaganda. 18 de agosto de 1942.
A notícia revoltou a população brasileira que, indignada e sedenta por vingança, se voltou contra imigrantes ou descendentes de alemães, italianos e japoneses. Em muitas cidades brasileiras ocorreram episódios de depredações de estabelecimentos comerciais pertencentes a pessoas oriundas daqueles países, bem como tentativas de linchamento, mesmo contra aquelas não simpáticas à causa nazifascista, que eram a grande maioria.
Estudantes, sindicalistas, operários e outros setores da sociedade marcharam pelas ruas das principais cidades do país exigindo a entrada do país na guerra. No Rio de Janeiro, em volta do Palácio da Guanabara e do Palácio do Itamaraty, sede do governo e do Ministério das relações Exteriores, respectivamente, manifestações se sucediam, temperadas por palavras de ordem que pediam uma resposta firme e corajosa aos ataques.
Em 22 de agosto, após uma reunião ministerial, o Brasil deixava de ser neutro, declarando "estado de beligerância" à Alemanha nazista e à Itália fascista, formalizado através do Decreto-Lei nº 10 508, expedido a 31 de agosto de 1942.